# Estat dels Alauites
L'Estat dels Alauites (àrab: دولة جبل العلويين, Dawlat Jabal al-'Alawiyyīn; francès: État des Alaouites), abans anomenat Territori dels Alauites, nom derivat de la religió dominant localment, els xiïtes alauites, fou un mandat francès a la costa de l'actual Síria després de la segona Guerra Mundial. El Mandat de la Societat de Nacions va durar des de 1920 fins al 1946 (de 1920 a 1923 fou de fet un mandat del Consell inter-aliat).
L'ús d'«alauita» en comptes de «nusayrita» o fins i tot «ansarita» que era més general anteriorment, va ser defensat pels francesos a principis del Mandat. El 1920 els francesos van anomenar la zona com Territori dels Alawites, que era la secta musulmana predominant.

## Geografia

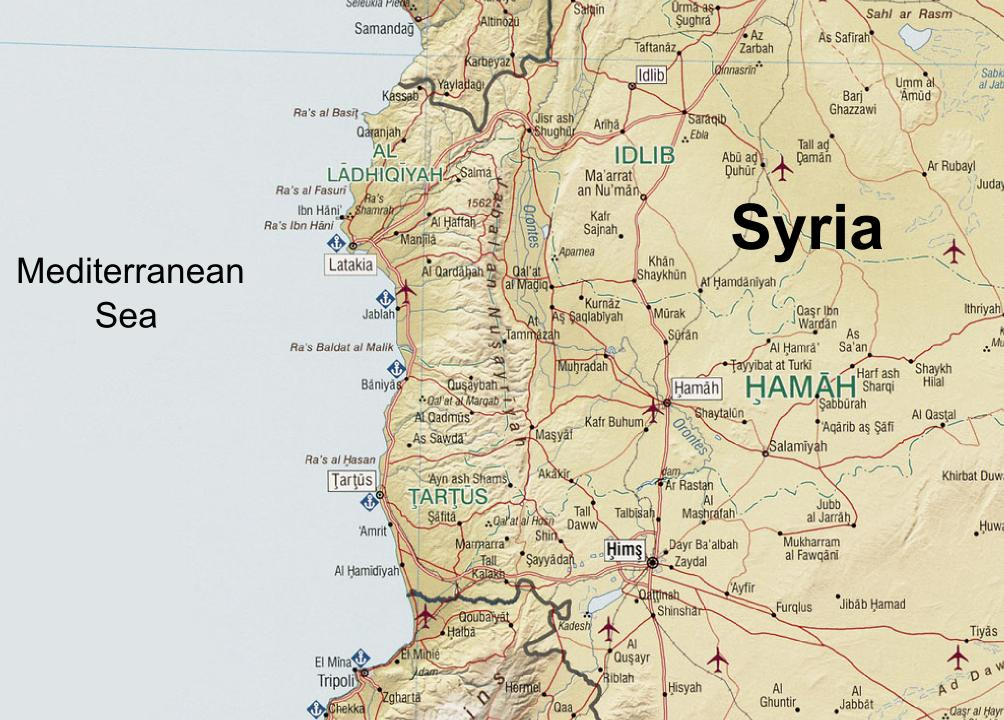
Mapa Físic-polític de la regió Alauita

La regió és costanera i muntanyosa, llar d'una predominantment rural i heterogènia població. Durant el mandat francès la societat estava dividida per la religió i la geografia; les famílies terratinents i el 80 per cent de la població del port de la ciutat de Latakia eren musulmans sunnites. Més del 90% de la població de la província era rural, i el 82% eren alauites.
L'Estat Alawita limitava amb el Líban al sud; la frontera pel nord arribava fins al Sanjak d'Alexandreta, on els alauites formaven una gran part de la població. A l'oest hi havia la Mediterrània. La frontera est amb Síria va córrer aproximadament al llarg de les muntanyes An-Nusayriyah i el Riu Orontes de nord a sud. Els moderns governs provincials de Latakia i Tartus abastaven aproximadament tot l'estat dels Alawites, tenint ambdós majoria de població alawita; parts dels actuals qada o districtes moderns de Al-Suqaylabiyah, Masyaf, Talkalakh i Jisr ash-Shugur també pertanyien a l'estat.

## Història

### 1918-1920
La caiguda de l'Imperi Otomà al final de la primera Guerra Mundial (amb l'Armistici de Mudros el 30 d'octubre de 1918) va portar a una lluita pel control de les províncies de l'imperi. França i Gran Bretanya ja s'havien repartit Síria pels acord Sykes-Picot el 1916 i els àrabs (dirigits pel haiximita Faisal) amb suport britànic van arribar a Damasc, mentre França que ocupava l'illa Ruad, s'establia principalment al Líban. Per 1920, el creixent sentiment anti-francès a la regió va portar a l'establiment del Regne àrab de Síria, sota el rei Faisal I el 7 de març de 1920. El Regne de Síria va comptar amb el suport inicial dels britànics, malgrat les protestes franceses. Els Britànics van retirar el suport, i el 5 de maig de 1920 el Consell Suprem del Aliats declaraven un Mandat per "Síria i el Líban" a favor de la República francesa amb el francès i l'àrab com llengües oficials. El general Henri Gouraud va ser nomenat com a Alt comissionat dels territoris de Síria i Líban i comandant en cap de la host francesa.
La població del Líban era pro-francesa; la de Síria en canvi va ser anti-francesa, amb els panarabista-nacionalistes al capdavant.
Salih al-Ali va liderar la revolta siriana de 1919 a la regió alawita a l'est de la ciutat costanera de Latakia. Al-Ali estava interessat principalment en la protecció de les regions alauites de ingerències externes. La seva revolta de fet no estava motivada per un sentiment nacionalista alawita (ni àrab); no obstant això, es van identificar amb la reclamació de més autonomia alauita. Els rebels es van rendir a les forces franceses després de dos anys d'incursions contra les posicions franceses, l'octubre de 1921.
Els francesos van insistir que el Mandat no era "incompatible" amb l'autogovern de Síria; els sirians es van veure obligats a acceptar el mandat, quan el Rei Faisal va deixar el país (sota la pressió de França) després de la seva derrota a la batalla de Maysalun el 24 de juliol de 1920 i després de la Gran Bretanya li va retirar el suport.

### 1920-22

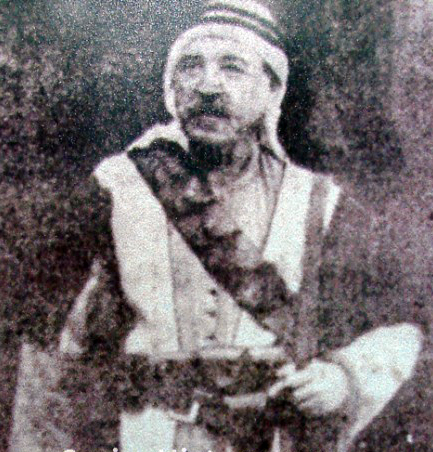
Salih al-Ali, líder de la revolta alauita de 1919 contra el domini francès

Els francesos rebutjaren les protestes dels nadius que reclamaven la unificació de Síria. A principis de setembre de 1920, els francesos van dividir els territoris del seu mandat basats en una heterogènia població, afavorint l' "autonomia local" a algunes regions. Alguns argumenten que els francesos van actuar intencionadament per dividir a la població, limitar l'expansió del "contagi urbà de l'agitació nacionalista".
El territori dels Alawites fou creat pel general Gouraud per decret 318 del 31 d'agost de 1920 amb la zona costanera meridional del valiat otomà d'Alep. La capital fou establerta a Latakia. Va formar part del Mandat francès per Síria i el Líban com entitat dependent d'Alep i fou proclamat l'1 de setembre de 1920 sent efectiu el 2 de setembre de 1920. Els francesos van justificar aquesta separació pel "retard" dels habitants de la muntanya i les diferències religioses amb l'entorn de població sunnita. La divisió destinades a protegir la Alawi de persones de més potent de les majories. El valiat va formar l'estat d'Alep proclamat el mateix 1 de setembre. El 21 de juny de 1922 es va crear l'anomenada Unió d'Estats Sirians sent proclamada per Gouraud l'endemà. L'estat dels Alawites es va crear el 28 de juny 1922 amb el anterior territori dels Alawites que fou separat d'Alep, amb el propòsit d'ingressar a la federació juntament amb l'estat de Souaida. Poc després, amb el nou govern a França, la unió d'estats es va transformar-se en la Federació Siriana. La Lliga de Nacions va confiar el mandat a França (quecom s'ha dit ja el tenia de la Comissió Inter-Aliada des de 1920) el 23 de juliol de 1923. Finalment el territori dels Alawites es va incorporar formalment a la federació com estat dels Alawites el 29 de setembre de 1923.
L'existència de l'estat estava suposadament destinada a protegir els alauites de les poblacions majoritàries sunnites.

### 1922-1923
El 1922, l'administració francesa va instituir un govern elegit format per representant dels estats d'Alep, Damasc i el territori dels Alawites. Al juny de 1923 l'administració francesa, encapçalada pel general Maxime Weygand, va permetre als estats individuals elegir els seus propis consells representatius. Les eleccions dels 26 d'octubre, una competició entre els funcionaris francesos i els nacionalistes, van ser considerades fraudulentes pels sirians (molts dels quals van boicotejar les eleccions). L'estat dels Alawites, aïllat de tendències nacionalistes, va elegir 10 representants pro-francesos al seu consell de 12 membres, amb un 77 per cent de participació de votants en les eleccions. Aquests números no foren els mateixos en les nacionalistes Damasc i Alep. Els alauites preferien agrupar el seu territori amb els territoris del Gran Líban, en contrast amb els sunnites i les poblacions cristianes que exigien la unitat de Síria. La majoria del suport als francesos en aquestes primeres eleccions venien de les poblacions rurals, a qui els francesos havien beneficiat principalment.

### 1925-27: Gran Revolta Siriana
L ' 1 de gener de 1925, l' Estat de Síria va néixer a partir de la fusió dels Estats de Damasc i Aleppo. Líban i l'Estat dels Alawites no hi van ser inclosos.
Potser inspirat per la Guerra de la Independència turca (1919-1921), la Gran Revolta Síria va començar en la Muntanya Drusa. Iniciada per Sultan al-Atrash com una revolta drusa, el moviment va ser adoptat per un grup de nacionalistes àrans sirians liderats per Abd-al-Rahman Shahbandar i es va estendre als estats d'Alep i Damasc. Va durar de juliol de 1925 a juny de 1927 i va ser un resposta anti-francesa i anti-imperialista a cinc anys de domini francès; pels drusos no era un moviment cap a la unitat de Síria, sinó, simplement, una protesta contra el domini francès.
El país rural Alawita no va estar involucrat en general en la Gran Revolta. Els francesos havien afavorit les minories religioses, com ara els drusos i els alauites, intentant aïllar-los de la cultura nacionalista. Molts homes joves de les comunitats alauites es van unir a les tropes franceses, allistant-se en les tropes especials (part del contingent francès a Síria en aquell moment) per al progrés social. Aquestes tropes regionals captades en les poblacions de les minories, eren sovint utilitzats per suprimir desordres civils.
Itamar Rabinovich va proposar tres raons per les quals els alauites es van desinteressat en la Gran Revolta:
1. "El predomini alawita al seu estat no era absolut": En contrast amb els cristians i els beduins de les minories de la regió dels drusos, l'estat del Alawites era la llar d'una considerable proporció de sunnites i grups de cristians (la majoria dels quals vivien a la capital, Latakia). Molts gran propietaris sunnites disposaven de ma d'obra alawita; el predomini econòmic de la minoria sunnita sobre la majoria alawita majoria era una font de ressentiment. Els alauites van ser poc entusiastes amb els sentiments nacionalistes dels seus amos sunnites.[6]
2. "La societat alawita estava dividida. Els pagesos alauites eren individualistes i el seu suport va ser reclamat per diferents líders espirituals i tribals i sovint per un propietari."[6]
3. "El seu aïllament, la pobresa i l'estructura social causava endarreriment en la zona alawita. Aquesta coexistia amb un fort sentiment de solidaritat amb la comunitat i una sensació d'exclusivitat i de la missió."[6]

### 1927-36
El 1930 l'Estat Alawita va ser rebatejat com a Govern de Latakia (o a vegades Estat de Latakia), l'única concessió que els francesos van fer als nacionalistes àrabs fins a l'any 1936. el 3 de desembre de 1936 (efectiu en 1937), lèstat alawita es va tornar a incorporar a Síria com una concessió del nou govern francès del Front Popular al Bloc Nacionalista (el partit governant de la semiautònoma Síria).
Hi havia una gran quantitat de sentiment independentista alawita a la regió, però els seus punts de vista polítics no podien ser coordinats en una sola veu. Això es va atribuir al estatus dels pagesos dins l'estat dels Alawites, "explotats per una classe predominantment sunnita de terratinents residents a Latakia i Hama". També hi va haver una gran quantitat de faccionalisme entre les tribus alauites, i l'Estat Alawita es va incorporar a Síria amb poca resistència.

### 1936-1945
El 1936, els palestins àrabs va començar a tres anys de revolta. Mentre que part del comerç amb comerciants jueus es va ininterrompre, el sentiment panarabista a Síria i les relacions "de parentiu, cultura i polítiques" donaren lloc a l'ampliació del suport a Palestina. A més de vagues i manifestacions pro-palestines, el contraban sirià d'armes a Palestina va poder formar grups de guerrilla exitosos. A finals de 1938, el govern francès "ja no trobava avantatjós permetre a Síria continuar com a base per les activitats radicals panarabistes i en particular les relacionades amb la revolta a Palestina" i volia esquerdar el nacionalisme sirià.
El 1939 el Bloc Nacionalista va perdre el suport popular de la gent de Síria a causa del seu fracàs per a incrementar l'autonomia de Síria de la influència francesa. El primer Ministre Jamil Mardam va renunciar a finals de 1938; els francesos van omplir el buit de poder amb la dissolució del Parlament, supressió del nacionalisme sirià i l'augment de l'autonomia dels pro-francesos territoris alawita i drus (frustrant la unificació de Síria).
La segona Guerra mundial, va obligar a establir una forta presència britànica a Síria. Després de la rendició francesa davant les potències de l'Eix el 1940, el govern de Vichy a França va controlar Síria fins que la Gran Bretanya es va apoderar del país (i Líban) al juliol de 1941. El 1942, les regions de Latakia i la Muntanya Drusa van tornar a control de Síria. Al final de la guerra els nacionalistes àrabs a Síria estaven disposats a fer un altre assalt al poder.

## Governants
L'Estat Alawita fou dirigit per governadors francesos de 1920-36:
- 1920 – 1921: Coronel Marie Joseph Émile Niéger
- 1921-1922: Gaston Henri Gustave Billotte
- 1922-1925: Léon Charles Henri Cayla
- 1925 – 1936: Ernest Marie Hubert Schoeffler

Els grans propietaris sunnites principalment vivien a les ciutats de la província i eren partidaris de la unitat de Síria; no obstant això, els francesos van rebre el suport de les comunitats rurals alauites als qui afavorien.

## 1945–present

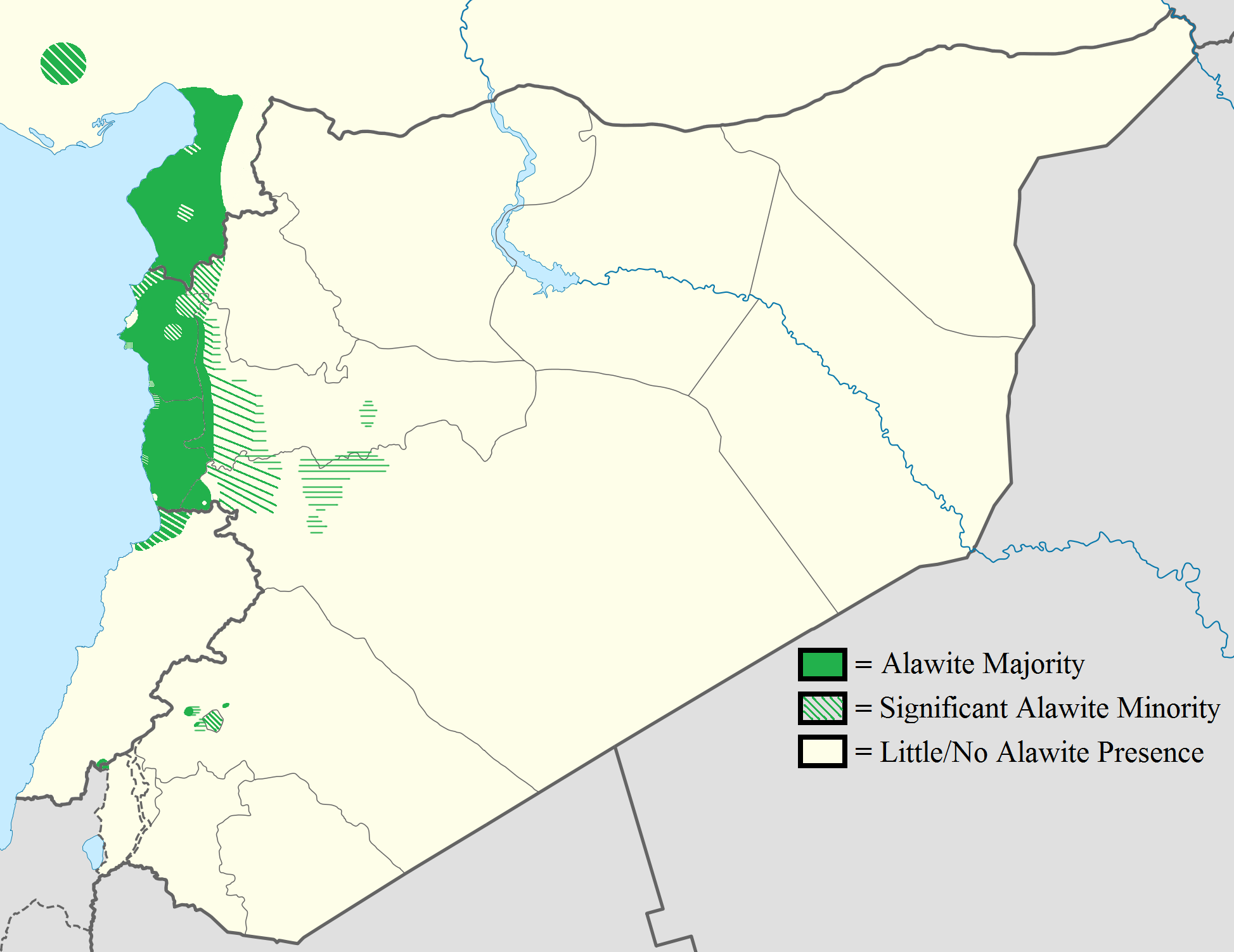
Distribució dels alauites a la zona de Llevant

Els francesos van abandonar Síria el 1946 i el nou govern independent va durar tres anys (fins al cop militar de 1949). L'exèrcit sirià va ser dominat pels alumnes procedents de les regions alauites, druses i kurdes (sunnites), una resta de l'exèrcit del mandat francès de la zona de Llevant (que es va convertir en l'exèrcit sirià després de la independència). Després del cop de 1949 els alauites van dominar el cos d'oficials i els cossos governamentals, àmpliament durant la dècada de 1960. L'expresident Hafez Asad i el seu fill, Bashar (actual president), són de descendència alauita i fill d'un cap partidari de la independència alauita.

### La guerra civil siriana
Com a conseqüència de la guerra civil siriana, s'especula amb la possibilitat de represàlies contra els alauites si perden la guerra el que podria portar a la re-creació de l'Estat Alauita com un paradís per al Assad i els líders del govern de Damasc. El Rei Abdullah II de Jordània ha esmentat aquest com el "pitjor" escenari en el conflicte, tement un efecte domino: la fragmentació del país al llarg de línies sectàries, amb conseqüències regionals.

## Població

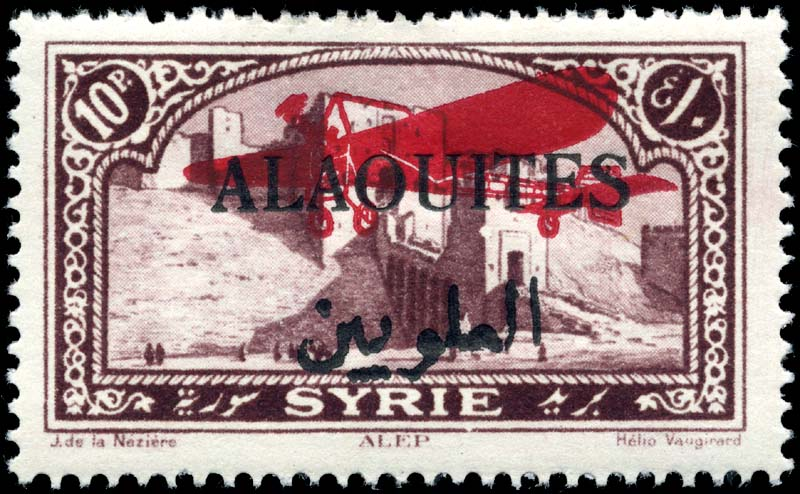
Una doble sobrecarrega: "Alaouites" sobre un avió (indicant aeri) en un segell de 10 piastres de Síria

| Cens 1921-22 |               |             |
| Religió      | Habitants     | Percentatge |
| Sunnita      | Més de 50.000 | 14%         |
| Alawites     | 253.000       | 70.7%       |
| Ismailites   | 13.000        | 3.6%        |
| Cristians    | 42.000        | 11,7%       |
| Total        | 358.000       | 100%        |

| Alawita  | Sunnita | Ismailites | Cristians |        |
| -------- | ------- | ---------- | --------- | ------ |
| Població | 173.000 | 32.000     | 5.000     | 36.000 |

| Latakia (capital) | Urbà   | Rural  |         |
| ----------------- | ------ | ------ | ------- |
| Població          | 36.687 | 41.687 | 610.820 |